# Maltesers

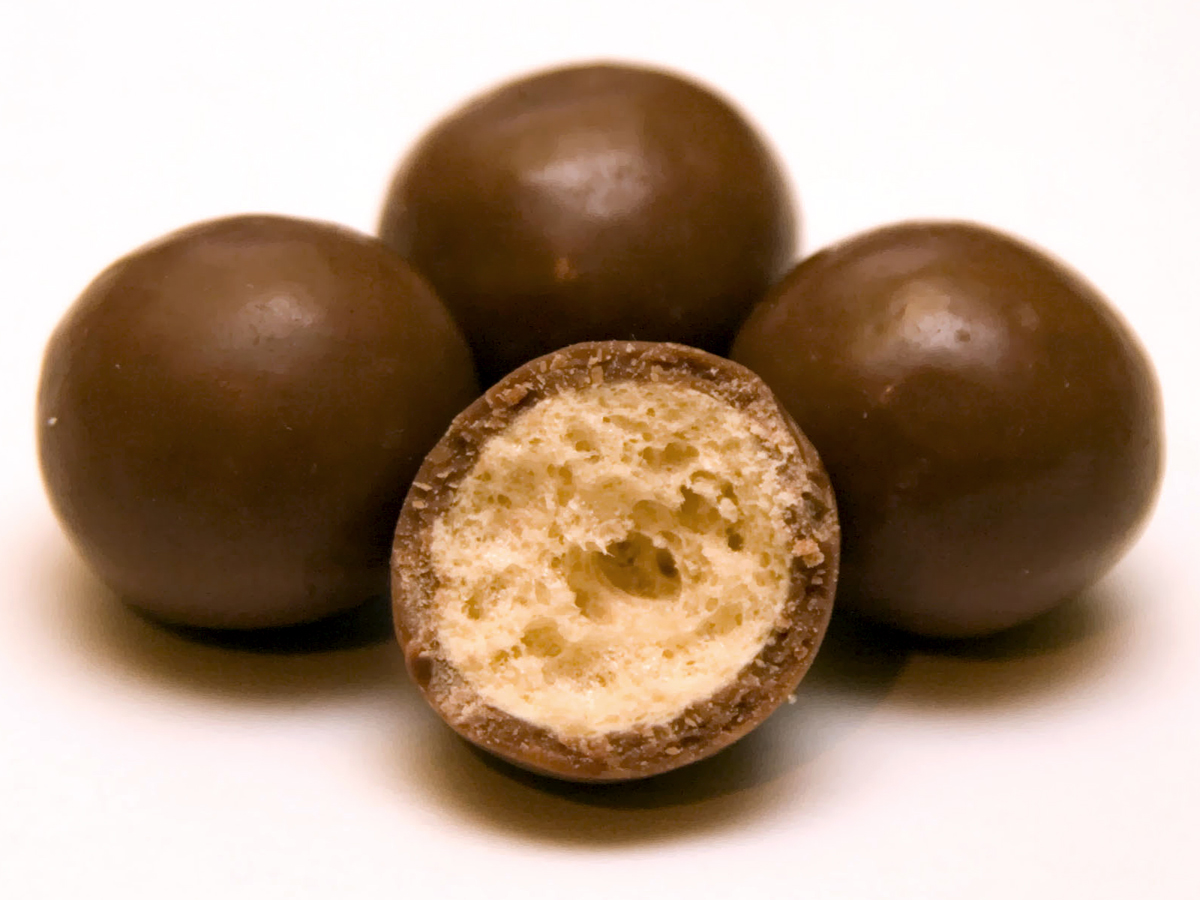
Maltesers

Maltesers är en chokladprodukt, producerad av Mars Incorporated. Det är malt- och honungskulor, doppade i mjölkchoklad. Maltesers skapades 1936 av Forrest Mars, Sr.
Det finns även Maltesersglass med små Maltesers och chokladöverdrag.